# コンスタンティナス・アルギルダイティス
コンスタンティナス・アルギルダイティス（ポーランド語: Konstanty Czartoryski, リトアニア語: Konstantinas Algirdaitis, 1335年頃 - 1388/92年）は、リトアニア大公国における政治及び軍事上の為政者で、チャルトリスキ家の創始者である。カリヨタスかアルギルダスの息子であり、リトアニア大公ゲディミナスの孫である。コンスタンティナスの父に関しては現在のポーランドの学者ヤン・テゴヴィシュクは前者の説を採っている。異母弟ないし従兄弟がポーランド国王ヴワディスワフ2世である。

## 生涯
コンスタンティナスは、1363年に父リトアニア大公アルギルダスがジョチ・ウルスを撃破した青水の戦いに参加している。この戦いでポジーリャとクリミアを支配したハジ・ベイとクトゥルクベイの2人のハーンに勝利したことでコンスタンティナスは小ポジーリャの地を与えられて同地に移った。コンスタンティナスは、既に自領となっていたブラツラヴシナと併せてポジーリャ公国を作り、その初代公に収まっている。それと同時にチェルニーヒウとシヴェーリアの公となっている。
コンスタンティナスはリトアニア大公の直接の臣下に置かれていた。
1362年以降はスモトリチの中心地を掌握している。年代記作者は、ポジーリャの地（小ポジーリャ）はバスカクとアタマンによって著しく荒廃しており、凋落したままであり、多くの都市が再び建てられたと記している。コンスタンティナスの統治時代（1380年から1388/1392年まで）のポジーリャ公国では独自の貨幣がはっきりと目立っており、歴史上の資料では«ポジャーレ貨幣»として知られている。コンスタンティナスの貨幣には聖ゲオルギウス（カリヨタス家及びハンガリー・アンジュー朝の紋章である）が描かれている。初期貨幣にはラテン語で"スモトリチの領主にて支配者たるコンスタンティナス公"と刻まれていたが、後には "ポジャーレの領主にて支配者たるコンスタンティナス公"となった。
ポジーリャの地の併合はポーランド国王カジミェシュ3世の興味を引くところとなった。そのことに関して、スプラスヤ、スルツカヤその他の年代記によると、カジミェシュ3世はコンスタンティナスに対して自身の娘であるクネグンダとの婚姻による結び付きを申し出ている。だが、コンスタンティナスは正教からカトリックへの改宗を望んでいなかったことから、この交渉は失敗に終わった。
年代記作者は他のカリヨタス家の人間が正教への信仰が強くないことから、コンスタンティナスの正教信仰を強調して書く。
1349年 8月から11月にかけてのカジミェシュ3世の侵略は自身がハールィチの地とヴォルィーニの大部分を獲得したことで終了した。コンスタンティナスはポジーリャを失わないためにもポーランド国王に忠誠を誓い、1385年のクレヴォの合同後はハンガリーに移住して同地で死去した。

## 子女
コンスタンティナスは3人の息子をもうけた:
- グレバス・チャルトリスキス - シヴェーリア公、1399年 のヴィリニュス防衛で戦死。
- グリガリウス・チャルトリスキス
- ヴォシリウス・チャルトリスキス